# 杭
杭（杙、くい、英: stake）は、建築物の固定や目印のために地中に打ち込む棒状のものである。古くは木製であったが、現代では条件によって金属製やプラスチック製のものを用いることもある。

杭を埋設することを杭打ち、その機械を杭打ち機という。

## 杭の使用目的と種類
一口に杭といってもいろいろな目的で使用される。以下は具体例である。
- 土地・区画の境界を定める。
  - 境界杭（境界標）
  - 歩道と車道の交叉部分に設けられる横断歩道においてその入口に立てられたものには車がその部分から進入して歩行者に危害を与えることを防止している。
  - 車道の中央線などにあって車線を分かつ役割を持つものは、車両と衝突した際の加害性が少ない軽量で柔軟なものになっている。詳しくはガイドポストを参照。
  - 航路を示す杭については澪標、航路標識を参照。
- 紐やロープなどで物を固定する際のアンカーとして用いる。
  - 船を緊締する舫杭（もやいぐい）。作業をより簡単・確実にするためボラードやクリートなどの専用形状に進化。
  - キャンプ用品ではテントの固定に用いるペグがある。
- 軟弱な地盤に建物などを作る際、支持層まで杭を設置し、地震や地盤沈下によって傾かないようにする。支持層深さや工法によっては深いもので約75 m程度の深さになる。詳しくは杭基礎を参照。
- 土地の帰属やその名前（地名）を記した板などの支えとして地面に打ち込む。詳しくは看板、標識を参照。
- 鉄道路線、街道、高速道路などで起点からの距離を記した杭を設置する。詳しくは一里塚、マイルストーン、距離標を参照。
- 吸血鬼を倒す手段のひとつとして使用される。心臓に打ち込むと倒せる。

## 杭の歴史
鎌倉時代には文永11年（1274年）にモンゴル帝国による九州北部への侵攻（蒙古襲来・元寇）が行われた。文永の役の後、鎌倉幕府は博多湾一帯に石築地を築造し（元寇防塁）、この意志築地の前に乱杭をおき、蒙古襲来に備えたという。
平安時代・鎌倉時代には治水のための杭列・網代を用いた河川の護岸も行われた。

## 慣用句
- 出る杭は打たれる
- 焼け木杭に火がつく

## 杭にまつわる迷信
韓国では金泳三政権時代、朝鮮半島を植民地として支配していた日本が風水思想に基づき民族の精気を抹殺するために全国の名山に鉄杭を打ち込んで地脈を断ち切ったとして全国で鉄杭の除去が行われた。